# Islero
Islero foi um touro de lide espanhol de 495 quilos, da ganadaria Miura, que tornou-se famoso por ter dado uma cornada fatal no famoso toureiro espanhol Manolete. Seu pai era o touro Formalito, sua mãe a vaca Islera.
Islero era de cor preta, e considerado pequeno para sua linhagem. Tinha cornos afiados e hipermetropia, o que o tornava perigoso porque não atacava em linha reta.
Islero foi o quinto touro lidado na corrida do dia 28 de agosto de 1947, e o segundo que calhou em sorte a Manolete na arena de Linares, cidade da província de Jaén, na Andaluzia. Quando Manolete entrou a matar, Islero corneou-o na coxa direita, perfurando o triângulo femoral e interferindo na artéria femoral e outros vasos sanguíneos na virilha direita. Antes de Islero finalmente morrer, ele tentou cornear o ferido Manolete mais algumas vezes.
Manolete foi operado na enfermaria da praça e conseguiu recobrar a consciência. Nos últimos tempos, ganhou força a teoria de que Manolete realmente não morreu pela cornada de Islero, mas porque o plasma de origem Norueguesa que lhe foi transfundido estava contaminado.
A pele de Islero está no Museu Taurino Municipal de Córdoba, em uma sala dedicada a Manolete.

## Legado
- Em espanhol, a expressão "ser el toro que mató a Manolete" indica que alguém está sendo exageradamente culpado por algum infortúnio.[4]
- O Lamborghini Islero é um carro esportivo cujo nome se refere ao touro; a marca costuma nomear seus modelos com nomes de touros Miura e com outros termos relacionados às touradas.
- Elementos destacados do establishment militar do regime do general Francisco Franco nomearam o conjunto de investigações para o uso de reatores nucleares para a produção de energia elétrica como "Projeto Islero", em homenagem a este touro, que abalou a Espanha como tal projeto sacudiu a Europa, com o objetivo de ocultar o verdadeiro objetivo das investigações: desenvolver e fabricar clandestinamente bombas nucleares.[5]